# Fribourg-sur-Elbe
Fribourg-sur-Elbe, en allemand, Freiburg/Elbe est une commune allemande de l'arrondissement de Stade, Land de Basse-Saxe.